# Motor PRV
Motor PRV foi um motor V6 para automóveis desenvolvido por Peugeot, Renault e Volvo. O motor foi utilizado entre 1974 até 1998.

## História
A história começa em 1966 quando a Peugeot e a Renault se juntaram no desenvolvimento de componentes. A Companhia Francesa de Mecânica, ou Compagne Française de Mécanique foi criada em 1969. Estava localizada em Douvrin, na França. Por essa razão que os motores são conhecidos como Motores Douvrin.
Em 1971, Volvo também fez companhia com as duas marcas francesas e foi daí que apareceu a designação PRV. A companhia planejava em desenvolver motores V8, mas depois decidiram criar os V6 por serem blocos vantajosos em termos de custo. A crise energética fez com que os motores V8 fossem inapropriados para o mercado.
Por isso, a Renault precisou de um V6 para o Renault 30.
A construção dos motores começou em junho de 1973 e terminados em janeiro de 1974. Os primeiros "PRV" foram oficialmente introduzidos em outubro de 1974 nos Volvo 264. A partir daí os PRV V6 foram depois introduzidos em 5 modelos diferentes até finais de 1975.
Em 1984, o primeiro motor PRV V6 com turbocompressor em série apareceu nos Renault 25 V6 Turbo. Também foi usado no Renault Alpine GTA V6 Turbo (o mesmo que o 25 Turbo at 2458 cm³), Renault Alpine A610 e Renault Safrane Bi-turbo (ambos 2975 cm³).
Quando a Renault trabalhava na indução forçada no PRV, Peugeot e Citroën estavam a desenvolver motores de 3 litros de alta compressão para o 605 e XM respectivamente. Ambos tinham (mais tarde) uma versão com 24 válvulas como opcional, visto que era extremamente caro e prejudicado pelo desgaste. Isto pelo menos foi resolvido parcialmente pelo uso de seguidores cerâmicos.
A Venturi começou também a aderir na modificação dos motores PRV. O Atlantique 300 alcançava 280 cvs e, ganharam corridas em Le Mans em um Venturi 600LM, com motor 3.0 24V bi-turbo atingindo 600 hp. Em estrada, o Venturi 400GT disponibilizava 408 cv (402 hp).
A Volvo começou a deixar de usar o motor PRV nos finais da década de 80, enquanto os "Franceses" continuaram a usar o motor até 1997.
A DeLorean usou esse motor também, mas limitava até 132 cv (130 hp) em razão das normas americanas de poluição. Havia versões europeias cuja potência era de 152 cv (150 hp).
Blocos PRV produzidos: 970.315 unidades. A produção do PRV terminou a 15 de Junho de 1998. Sendo retomada a produção em 2008, com o retorno da produção do modelo DMC DeLorean.

## Automóveis que utilizaram o motor PRV
- Alpine A310 (Outubro 1976)
- Alpine A610 1991
- Alpine GT/GTA 1984
- Citroën XM 1988
- DMC DeLorean 1981-1983
- Dodge Monaco 1990-1992
- Eagle Premier 1988-1992
- Helem V6
- Lancia Thema 1984
- Peugeot 504 coupé/cabriolet 1974/1975
- Peugeot 505 (Julho 1986
- Peugeot 604 (Março 1975
- Peugeot 605 1990
- Renault 25 1984
- Renault 30 (Março 1975
- Renault Espace
- Renault Laguna
- Renault Safrane
- Talbot Tagora 1980
- Venturi 200
- Venturi 400GT
- Venturi Atlantique
- Volvo 260 (Outubro, 1974
- Volvo 760 GLE (Fev. 1982
- Volvo 780 1985

## Motor PRV em competições
- Alpine A310 V6
- Fouquet buggies
- Peugeot 504 V6 Coupé
- Schlesser Original
- Venturi 400 GTR e 600 LM
- WM Peugeot
- UMM Alter Proto (Dakar)
- Alfa Romeu 155 V6 TI (DTM)